# Penning (medaille)

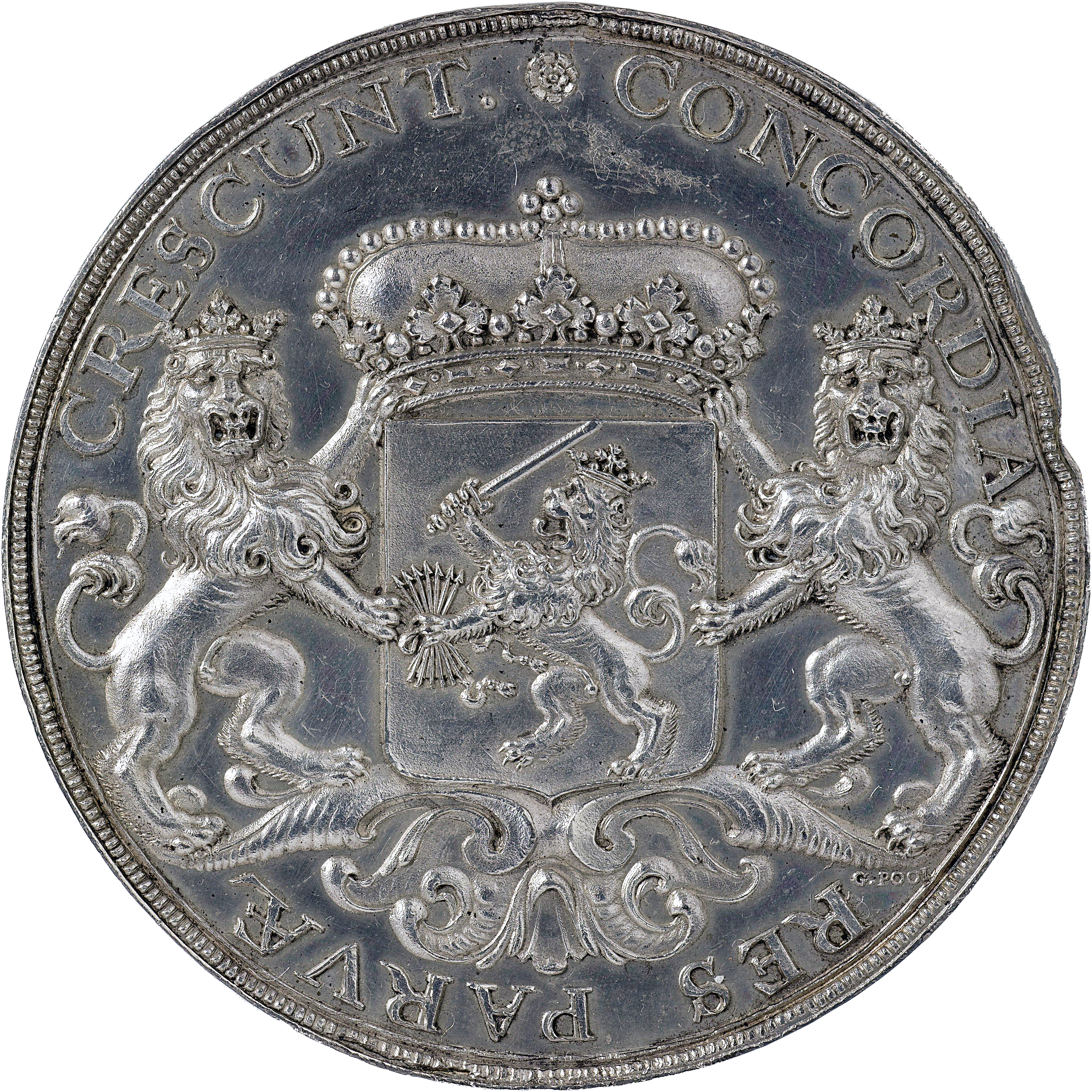
Gedenkpenning voor een ambassadeur van de Nederlandse Republiek uit 1609. (Rijksmuseum Amsterdam)

Het woord penning wordt gebruikt voor een historische muntsoort, maar ook voor een munt zonder vaste waarde, als herinnerings- of kunstobject vervaardigd of om bepaalde diensten te belonen (medailles).
Penningen die geen wettig betaalmiddel zijn, worden gemaakt van verschillende soorten materialen. Veel voorkomende materialen zijn zilver, brons, koper, metaal, nikkel, goud en kunststof.
Penningen worden ontworpen door een medailleur.
In de numismatiek kunnen er globaal drie stromingen worden onderscheiden, te weten:
- Historische (waardevolle) penningen
- Betaal- en/of consumptiepenningen
- Kunstpenningen

Daarbinnen kunnen de volgende soorten worden onderscheiden:
- rekenpenningen (voor het rekenen met een abacus of rekenbord);

In tegenstelling tot de oorspronkelijke abacus lopen op het middeleeuwse rekenbord de lijnen horizontaal en mogen de rekenpenningen niet alleen tussen, maar ook op de lijnen gelegd worden. Het principe is hetzelfde. Een rekenpenning op de onderste lijn is 1 waard, op de volgende lijn 10, op de daarop volgende lijn 100, enzovoort. De vakken tussen de lijnen geven de penningen een waarde van 5, 50, 500, enzovoort. Op deze manier konden getallen worden uitgebeeld.
- gaspenningen en elektriciteitspenningen, ter afrekening in een muntmeter;
- broodpenningen uitgegeven aan minderbedeelden door liefdadigheidsinstellingen, die konden worden ingewisseld tegen brood en andere noodzakelijke levensmiddelen;
- gildepenningen uitgegeven door een ambachtsgilde, voornamelijk, maar niet exclusief, om de aanwezigheid bij begrafenissen van gildebroeders te controleren;
- boordgeld voor gebruik aan boord van schepen;
- betaalpenningen of munten voor parkeren, speelautomaten, golfballenautomaten, autowasstraten en andere diensten waarvoor een gecontroleerde lokale afrekening wordt geregeld;
- consumptiepenningen, doorgaans van kunststof, voor het afrekenen van consumpties bij bedrijven of evenementen,
- gedenkpenningen, uitgegeven ter gelegenheid van een bijzondere gebeurtenis;
- penningen uitsluitend als kunstvorm: penningkunst.

'Gedenkpenningen' is een vrij algemeen gebruikte term voor penningen die ter gelegenheid van een specifieke gebeurtenis zijn gemaakt. Een aantal belangrijke vormen zijn: universiteitspenningen, prijspenningen en vroedschapspenningen, geslagen voor jubilea, openingen, overlijden (begrafenispenning), of de herdenking van specifieke gebeurtenissen.

## Onderscheiding
In de faleristiek kent men de erepenning die aan veldheren en admiraals werd uitgereikt.